# Donald Snyder (General)

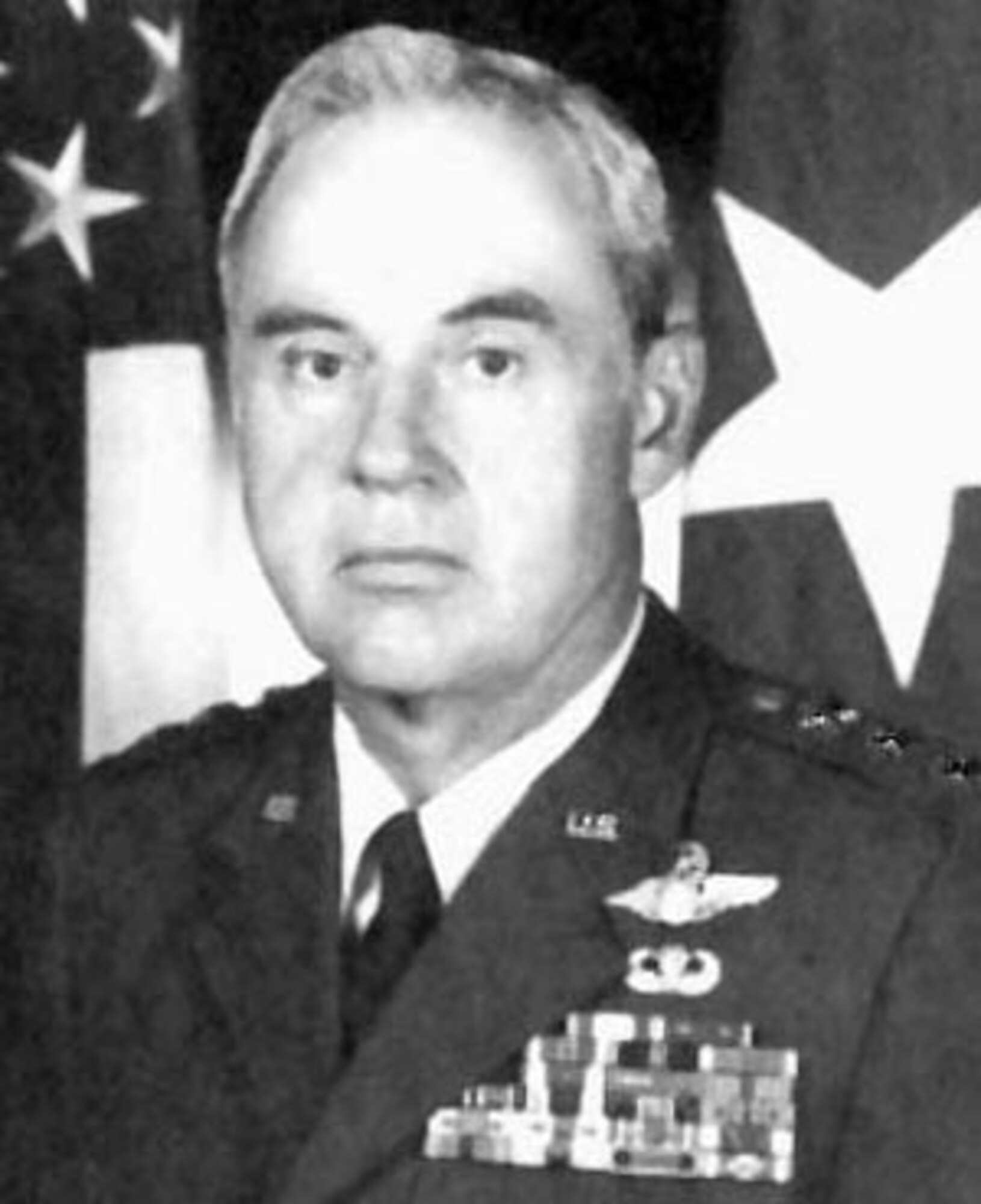
Donald Snyder

Donald S. Snyder (* 26. Januar 1936 in Pittsburgh, Pennsylvania; † 1. Januar 2023 in Valencia, Pennsylvania) war ein Generalleutnant der United States Air Force. Er war unter anderem Kommandeur der 13. Luftflotte.

## Leben
Über das ROTC-Programm der Pennsylvania State University gelangte er im Jahr 1957 in das Offizierskorps des United States Air Force. Dort durchlief er anschließend alle Offiziersränge vom Leutnant bis zum Drei-Sterne-General.
Im Lauf seiner militärischen Karriere absolvierte er verschiedene Kurse und Schulungen. Dazu gehörten unter anderem eine Ausbildung zum Kampfpiloten und weitere Fortbildungskurse als Pilot neuer Flugzeugtypen, das Air Command and Staff College auf der Maxwell Air Force Base in Alabama, die Fighter Weapons School auf der Nellis Air Force Base in Nevada und das United States Army War College in Carlisle in Pennsylvania. Außerdem erhielt er akademische Grade vom Shippensburg State College und der Northwestern University.
In seinen frühen Jahren als Offizier der Luftwaffe war er an verschiedenen Stützpunkten in den Vereinigten Staaten stationiert. Zwischenzeitlich tat er auch auf der Kadena Air Base in Japan Dienst. Im weiteren Verlauf wurde er auch nach Europa und nach Südostasien versetzt. Dort war er ab Ende 1962 in Thailand auf der Takhli Royal Thai Air Force Base stationiert. Dabei nahm er auch am Vietnamkrieg teil. Im Jahr 1965 war er Berater der Luftwaffe von Südvietnam.
Nach einer Zeit als Flugausbilder auf der Luke Air Force Base in Arizona und seinem Studium am Air Command and Staff College kehrte er im Jahr 1967 nach Südostasien zurück, wo er als Kampfflieger wieder am Vietnamkrieg teilnahm. Im Dezember 1967 wurde seine Maschine von der feindlichen Flugabwehr abgeschossen. Snyder wurde verletzt, aber geborgen und in die Vereinigten Staaten zurückgebracht, wo er bis zum Mai 1968 in einem Krankenhaus behandelt wurde. Danach kehrte er zur Luke AFB zurück. Dort war er an der Einrichtung einer Ausbildungsschule für Luftwaffen- und Marinepiloten der deutschen Bundeswehr beteiligt. In den Jahren 1971 und 1972 gehörte Snyder einer Sondereinheit (Defense Special Projects Group) an, die in Washington, D.C. ansässig war. Danach wurde er zur Nellis AFB versetzt, wo er dem Stab des Tactical Fighter Weapons Centers angehörte.
Im Februar 1974 erfolgte seine Versetzung nach Ankara in der Türkei. Dort gehörte er bis 1976 dem Stab der amerikanischen Einheiten, die der NATO unterstellt waren, an. Anschließend absolvierte er bis zum August 1977 das Army War College. Es folgte eine weitere Rückkehr zur Luke AFB, wo Donald Snyder dem Stab des 58. Taktischen Geschwaders (58th Tactical Training Wing) angehörte. Im August 1979 wurde er stellvertretender Kommandeur dieser Einheit.
Seine nächste Mission führte ihn zur Kunsan Air Base in Südkorea. Dort übernahm er im März 1981 das Kommando über das 8. Taktische Geschwader (8th Tactical Fighter Wing). Dieses Amt hatte er bis zum Juli 1982 inne. Es folgte eine Versetzung zum Stab des Hauptquartiers der Pacific Air Forces auf der Hickham Air Force Base in Hawaii. Dort war er in dessen Stabsabteilung für Operationen tätig. Im Juli 1985 kehrte er zur Kadena Air Base in Japan zurück, wo er das Kommando über die 313. Luftdivision (313th Air Division) übernahm. Diese Aufgabe nahm er bis zum September 1986 wahr. Es folgte seine Versetzung zur Bergstrom Air Force Base in Texas. Dort wurde er stellvertretender Kommandeur der 12. Luftflotte.
Am 19. Juni 1987 übernahm Donald Snyder auf der Clark Air Base auf den Philippinen als Nachfolger von Michael P. C. Carns das Kommando über die 13. Luftflotte (Thirteenth Air Force). Dieses Amt bekleidete er bis Januar 1990, als William A. Studer seine Nachfolge antrat. Seiner Luftflotte unterstanden die amerikanischen Luftstreitkräfte auf den Philippinen, in Thailand und Taiwan. Nach dem Ende dieser Aufgabe kehrte er zur Hickham AFB zurück wo er bis zum Juli 1990 die Stabsabteilung für Operationen im Hauptquartier der Pacific Air Forces leitete.
Daran schloss sich eine Versetzung zum Stab des United States Special Operations Command an. Das Hauptquartier des Commands befand sich auf der MacDill Air Force Base in Florida. Snyder war dort Stabschef und stellvertretender Kommandeur dieses Kommandos. Sein letzter militärischer Auftrag führte ihn zur Langley Air Force Base in Virginia. Im Mai 1991 wurde er dort stellvertretender Kommandeur des Tactical Air Commands. Dieses Amt hatte er bis zu seiner Pensionierung im Juli 1992 inne.
Während seiner aktiven Zeit als Militärpilot absolvierte er über 4500 Flugstunden auf verschiedenen Flugzeugtypen.
Donald Snyder verbrachte seinen Lebensabend in Valencia im Butler County. Dort engagierte er sich in einer Kirchengemeinde und unterrichtete an einer Sonntagsschule. Er starb am 1. Januar 2023 und wurde auf dem dortigen Butler County Memorial Park beigesetzt.

## Orden und Auszeichnungen
Donald Snyder erhielt im Lauf seiner militärischen Laufbahn unter anderem folgende Auszeichnungen:
- Air Force Distinguished Service Medal
- Legion of Merit
- Bronze Star Medal
- Distinguished Flying Cross
- Defense Meritorious Service Medal
- Meritorious Service Medal
- Air Medal
- Air Force Commendation Medal
- Air Force Outstanding Unit Award
- Vietnam Service Medal
- Gallantry Cross (Südvietnam)
- Vietnam Campaign Medal (Südvietnam)
- Purple Heart